# 派遣店員
派遣店員（はけんてんいん）とは小売業に関する勤務形態の一つ。
メーカーが小売りや卸売りなどの販売店に対して、自社の販売を有利にすることを目的として店頭販売にたずさわる者として派遣する店員。派遣店員の制度を採用することでメーカーは自社の製品を優先的に販売することができるという事に加えて、販売の現場の動向を直接に把握することができるというメリットが存在する。販売店にとっても人件費の削減に加えて、専門知識を持った店員が存在することで顧客に対してのサービスの向上が期待できる。
派遣店員となっている者は派遣元に雇用されており、勤務先が派遣先の店舗であり、そこで派遣元の業務命令に従って勤務しているということである。この場合に派遣先が派遣店員に対して指揮命令をしないならば労働者派遣に該当しないが、自己の指揮命令で労働に従事させる場合には労働者派遣に該当することになる。
1970年代の薬局における派遣店員の実情は、奥村徹行の一連の作品に描かれている（『民主文学』誌に掲載された）。